# Nordische Windelschnecke
Die Nordische Windelschnecke (Vertigo ronnebyensis) ist eine Schneckenart der Familie der Windelschnecken (Vertiginidae) aus der Unterordnung der Landlungenschnecken (Stylommatophora). 

## Merkmale
Das rechtsgewundene, eiförmige, leicht zylindrische Gehäuse ist 1,91 bis 2,28 mm hoch und 1,13 bis 1,33 mm breit. Es hat 4,5 bis 5 schwach gewölbte Umgänge mit einer mäßig tiefen Naht. Die Oberfläche ist regelmäßig gestreift und wirkt dadurch seidig glänzend. Das Gewinde läuft nur mäßig spitz zu, der letzte Umgang ist an der Basis vergleichsweise schmal. Der vorletzte und letzte Umgang haben dadurch in etwa denselben Durchmesser. Die Mündung ist in der Frontalansicht schief birnenförmig.
Der Mundsaum ist einfach, scharf und kaum verdickt (nicht weiß gefärbt). Meist ist kein Nackenwulst entwickelt, auch ein innerer Callus ist kaum vorhanden. Die Mündung ist mit 2 bis 5 schwach entwickelten Zähnen, meist 3, manchmal auch 4 und mehr Zähnen bewehrt: ein parietaler Zahn, ein columellarer Zahn, ein tief liegender palataler Zahn und manchmal ein kleiner höher gelegener palataler Zahn. Das Gehäuse ist blass braun bis gelblichbraun gefärbt, und durchscheinend. Die Wachstumsunterbrechung im Winter ist fast immer durch einen dünnen weißen Streifen markiert.

### Ähnliche Arten
Das Gehäuse der Nordischen Windelschnecke ähnelt dem von Vertigo modesta. Das Gehäuse dieser Art kleiner, mehr zylindrisch und weist ein weniger spitz zulaufendes Gewinde auf. Die Windungen sind schwächer gewölbt. Die letzte Windung ist an ihrer Basis schmaler. 

## Geographische Verbreitung und Lebensraum
Die Nordische Windelschnecke ist vor allem in Skandinavien weit verbreitet. Sie kommt in Mitteleuropa nur sehr zerstreut vor, so in Ostdeutschland, in Polen und in Nordwestrussland sowie entlang der südlichen Ostseeküste.
Die Tiere leben in Laub- und Nadelwäldern, in Skandinavien typischerweise in Nadelwäldern, unter der Laub- und Nadelstreu und unter Moos, hauptsächlich auch auf nicht kalkigen Böden zwischen Heidelbeeren (Vaccinium). In feuchten Sommern kann man sie fast überall am Waldboden findet, in trockenen Sommern an feuchten Plätzen. Sie sind aber weniger hygrophil als Vertigo modesta.

## Lebensweise
Nach Beobachtungen, die in Polen gemacht wurden, begann die Eiablageperiode im Juni und endete spätestens im September. Sie ist jedoch individuell sehr verschieden. In der intensivsten Periode zwischen Mai und Juli legten die Tiere jeden zweiten Tag, oder seltener auch jeden Tag ein Ei ab. Die Eiablage kann aber auch wochenlang unterbrochen sein. Insgesamt wurden in einer Periode, die gewöhnlich 40 bis 85 Tage, selten bis zu 132 Tage dauerte, zwischen einem und 55 Eier abgelegt (Mittelwert 23; n=12). Selten wurden während zwei Perioden Eier abgelegt. Die Eier haben einen Durchmesser von 0,58 bis 0,78 mm. Sie sind mit 3 bis 6 Gallertlagen eingehüllt. Bei 18 bis 22 °C schlüpften die Jungtiere nach 14 bis 22 Tagen. Sie hatten ein Gehäuse mit 1,2 bis 1,3 Windungen. Die Oberfläche des Embryonalgehäuses ist mit feinen unregelmäßig verteilten Tuberkeln bedeckt. Ungefähr 30 % der Jungtiere werden noch im Jahr ihres Schlüpfens geschlechtsreif. Die anderen überwintern als Jungtiere. Die Wachstumsunterbrechung im Winter ist (meist) durch einen weißen Streifen im Gehäuse markiert. Das Wachstum setzt im Mai wieder ein. Einige wenige Tiere scheinen sogar zweimal als Jungtiere, also noch vor Erreichen der Geschlechtsreife zu überwintern. Die meisten Tiere sterben nach etwa einem Jahr. Nur etwa 5,5 % der Individuen werden zwei Jahre oder älter. Sie können fast 3 Jahre alt werden. 

## Taxonomie
Das Taxon wurde 1871 von Carl Agardh Westerlund als Pupa ronnebyensis erstmals beschrieben. Typlokalität ist Ronneby in der Provinz Blekinge im Süden Schwedens. 

## Gefährdung
In Deutschland ist die Art „stark gefährdet“ (Gefährdungskategorie 2).